# Baktüttös
Baktüttös (vyslovováno [baktyteš]) je vesnice v Maďarsku v župě Zala, spadající pod okres Zalaegerszeg. Nachází se asi 11 km jihozápadně od Zalaegerszegu. V roce 2015 zde žilo 352 obyvatel. Dle údajů z roku 2011 tvoří 87,46 % obyvatelstva tvoří Maďaři, 10,5 % Romové a 0,87 % Němci.
Sousedními vesnicemi jsou Bak, Tófej a Zalatárnok.